# Comuna Ørbæk
Ørbæk (Ørbæk Kommune) a fost o comună din comitatul Fyns Amt, Danemarca, care a existat între anii 1970-2006. Comuna avea o suprafață totală de 138,34 km² și o populație de 6.884 de locuitori (în 2006), iar din 2007 teritoriul său face parte din comuna Nyborg.
1. ↑  Danske borgmestre 1970-2018 (PDF)